# زن خون‌آشام
زن خون‌آشام فیلمی به کارگردانی  و نویسندگیِ مصطفی اسکویی ساختهٔ سالِ ۱۳۴۶ است.

## بازیگران
- مهدی فتحی
- مهین دخت
- ولی شیراندامی
- همایون دخت
- انصاری
- ندایی
- عایلی
- محمدتقی کهنمویی
- مصطفی اسکویی